# رضاآباد (بیله‌سوار)
رضاآباد یک منطقهٔ مسکونی در ایران است که در دهستان قشلاق جنوبی واقع شده است. براساس سرشماری مرکز آمار ایران در سال ۱۳۹۵، این روستا کمتر از سه خانوار جمعیت داشته است.